# Willy Hüttl
Johann Willy Hüttl (* 21. April 1890 in Chemnitz; † 1945) war ein deutscher Althistoriker.

## Leben und Wirken
Er war der Sohn des Heilpraktikers Johann Hüttl. Nach dem Besuch der Volks- und Bürgerschule in Chemnitz wechselte er auf die Gymnasien in Duppau und Wien. Ab 1911 studierte er an der Deutschen Universität Prag, wo er 1918 promoviert wurde. 1936 habilitierte er sich dort. Nach der deutschen Annexion des Sudetenlandes wurde er im Oktober 1938 zunächst im Landratsamt Böhmisch Leipa eingesetzt. Er war förderndes Mitglied der SS, beantragte am 10. Mai 1939 die Aufnahme in die NSDAP und wurde rückwirkend zum 1. April desselben Jahres aufgenommen (Mitgliedsnummer 7.098.159). 1941 wurde er an der Universität Prag zum außerordentlichen Professor ernannt. Im Vorlesungsverzeichnis erschien er letztmals im Wintersemester 1942/43.
Er forschte zur griechischen und römischen Geschichte und verfasste das bis heute geltende Standardwerk zu Antoninus Pius.

## Schriften (Auswahl)
- Verfassungsgeschichte von Syrakus (= Quellen und Forschungen aus dem Gebiete der Geschichte. Heft 8). Verlag der Deutschen Gesellschaft der Wissenschaften und Künste für die Tschechoslowakische Republik, Prag 1929.
- Antoninus Pius. 2 Bände, Prag 1933 und 1936 (Nachdruck Arno Press, New York 1975, ISBN 0-405-07089-6).